# Municipio de Lamont
El municipio de Lamont (en inglés: Lamont Township) es un municipio ubicado en el condado de Hamilton en el estado estadounidense de Kansas. En el año 2010 tenía una población de 85 habitantes y una densidad poblacional de 0,2 personas por km².

## Geografía
El municipio de Lamont se encuentra ubicado en las coordenadas 37°49′6″N 101°39′47″O / 37.81833, -101.66306. Según la Oficina del Censo de los Estados Unidos, el municipio tiene una superficie total de 425.63 km², de la cual 425,55 km² corresponden a tierra firme y (0,02 %) 0,08 km² es agua.

## Demografía
Según el censo de 2010, había 85 personas residiendo en el municipio de Lamont. La densidad de población era de 0,2 hab./km². De los 85 habitantes, el municipio de Lamont estaba compuesto por el 90,59 % blancos, el 1,18 % eran asiáticos, el 8,24 % eran de otras razas. Del total de la población el 14,12 % eran hispanos o latinos de cualquier raza.